# Oberonia alopecurus
Oberonia alopecurus är en orkidéart som beskrevs av Rudolf Schlechter. Oberonia alopecurus ingår i släktet Oberonia och familjen orkidéer. Inga underarter finns listade i Catalogue of Life.